# Contea di Robertson (Tennessee)
La contea di Robertson in inglese Robertson County è una contea dello Stato del Tennessee, negli Stati Uniti. La popolazione al censimento del 2000 era di 54 433 abitanti. Il capoluogo di contea è Springfield.